# A szerelem fáj
A szerelem fáj (eredeti cím: Love Hurts) 2025-ben bemutatott amerikai akció filmvígjáték, amelyet Jonathan Eusebio rendezett. A főbb szerepekben Ke Huy Quan, Ariana DeBose, Daniel Wu, Marshawn Lynch és Mustafa Shakir látható.
Amerikában 2025. február 7-én, míg Magyarországon 2025. február 6-án mutatták be a mozikban.

## Cselekmény
Marvin Gable egy sikeres ingatlanügynök, akit nemrégiben főnöke, barátja és mentora, Cliff Cussick a legmagasabb kitüntetéssel jutalmazott. Gyakran kíséri cinikusan depressziós asszisztense, Ashley, aki állandóan azzal fenyegetőzik, hogy felmond, annak ellenére, hogy Marvin igyekszik lelkesíteni. Valójában Marvin korábban bérgyilkosként dolgozott a „Társaságnak”, amelyet bátyja, Alvin „Brutkó” Gable irányít. Egyik feladata az volt, hogy kiiktassa a fiatal ügyvédnőt, Rose-t, miután az meglopta a Társaságot. Ám mivel szerelmes lett belé, ehelyett figyelmeztette és hagyta, hogy elmeneküljön, majd ő maga is úgy döntött, hogy szakít a múltjával.  
A jelenben, Valentin-nap környékén, Marvin levelet kap Rose-tól. Hamarosan egy Holló nevű bérgyilkos támad rá, aki megszállottan rajong a költészetért, és azzal a megbízással érkezik, hogy kiszedje belőle Rose hollétét. Marvin azonban ártalmatlanítja és eszméletlenül hagyja az irodájában. Ezután hazamegy, hogy összeszedje a dolgait, de ekkor két másik ügynök, Király és Otis szembeszáll vele. Marvin megküzd velük, de végül fogságba esik, amikor Rose elkapja és elviszi egy sztriptízbárba, ahol a rejtekhelye van.  Mindeközben Ashley megtalálja a még eszméletlen Hollót, valamint annak verseit, és beleszeret a bérgyilkos művészi oldalába. Holló viszont csodálja Ashley irodalmi érzékét, és viszonozza az érdeklődését. Eközben Cliff Marvin házához megy, ahol Brutkó várja. Brutkó felfedi előtte Marvin bűnöző múltját, ám ennek ellenére Cliff tiszteletben tartja barátja törekvését, hogy megváltozzon. Brutkó azonban nem osztja ezt a nézetet, és megöli Cliffet, miután az kijelenti, hogy Marvin a testvére.
Rose elmondja Marvinnek, hogy hatalmas mennyiségű információt gyűjtött össze Brutkó gyakori pénzmosási ügyleteiről, felfedve, hogy bátyja több üzleti partnert is becsapott, és még a könyvelőjét, Kippy Betts-et is fogva tartja. Kiderül, hogy Rose titokban együttműködött Brutkó jobbkezével, Renny Merlow-val, aki azonban tervezte, hogy elárulja őt, félve attól, hogy Brutkó rájön a szövetkezésükre. Rose azt tervezi, hogy Kippy információit felhasználva végleg elintézi Brutkót, és azt akarja, hogy Marvin térjen vissza régi életéhez, hogy segítsen neki ebben. Marvin egy olyan házban rejtőzik, amelyet éppen eladásra kínál, ám váratlanul megérkezik egy házaspár, akikkel korábban már tárgyalt, így kénytelen lezárni velük az üzletet. Ezalatt kapcsolatba lép Ashley-vel, és megkéri, hogy hozza el neki az adásvételi papírokat, mit sem sejtve arról, hogy Holló is vele van. Eközben Kippynek sikerül megszöknie, és kapcsolatba lép Rennyvel, aki parancsot ad Királynak és Otisnak, hogy szintén menjenek oda.  
Rose elindul, hogy szembeszálljon Brutkóval, de ekkor Holló, Ashley, Otis és Király is megérkezik, és kitör a harc, amelyben meghal Marvin túlbuzgó riválisa, Jeff Zaks. Marvin és Holló kénytelenek összefogni, és együtt végeznek Otisszal és Királlyal. Ekkor Ashley közbelép, és ragaszkodik hozzá, hogy Marvin és Holló hagyják abba a harcot, mivel beleszeretett Hollóba. Ez a gesztus inspirálja Marvint, aki Rose után ered Brutkó rejtekhelyére. Ketten végigharcolják magukat Brutkó emberein, közben Merlow is életét veszti. Marvin utolsó összecsapásában Brutkó ellen végül győzedelmeskedik. Rose ekkor elárulja, hogy kapcsolatba lépett az orosz gengszterekkel, akiket Brutkó becsapott, és ennek eredményeként azok megérkeznek, hogy elvigyék őt. Marvin végül beismeri Rose iránti szerelmét, és büszkén elfogadja múltját és jövőjét egyaránt.

## Szereplők
| Szereplő             | Színész        | Magyar hang     |
| -------------------- | -------------- | --------------- |
| Marvin Gable         | Ke Huy Quan    | Csőre Gábor     |
| Rose                 | Ariana DeBose  | Mikecz Estilla  |
| Alvin "Brutkó" Gable | Daniel Wu      | Simon Kornél    |
| Király               | Marshawn Lynch | Patkós Márton   |
| A holló              | Mustafa Shakir | Nagypál Gábor   |
| Ashley               | Lio Tipton     | Földes Eszter   |
| Kippy Betts          | Rhys Darby     | Kaszás Gergő    |
| Otis                 | André Eriksen  | Makranczi Zalán |
| Cliff Cussick        | Sean Astin     | Kerekes József  |
| Renny Merlow         | Cam Gigandet   | Orosz Ákos      |
| Jeff Zaks            | Drew Scott     | Hamvas Dániel   |

### Magyar változat
- Bemondó: Egressy G. Tamás
- Magyar szöveg: Zalatnay Márta
- Felvevő hangmérnök: Jacsó Bence
- Vágó: Sári-Szemerédi Gabriella
- Gyártásvezető: Hódos Edina
- Szinkronrendező: Majoros Eszter
- Produkciós vezető: Hagen Péter

A szinkront a Mafilm Audio Kft. készítette.

## A film készítése
2024 januárjában jelentették be, hogy With Love címmel egy akciófilm készül Jonathan Eusebio rendezésében, Luke Passmore, Josh Stoddard és Matthew Murray forgatókönyvével, Ke Huy Quan főszereplésével. A forgatás április 1-jén kezdődött Winnipegben és május 17-én fejeződött be. 2024 márciusában Ariana DeBose csatlakozott a szereplőgárdához. Áprilisban további színészek csatlakoztak a projekthez, köztük Daniel Wu, Marshawn Lynch, Mustafa Shakir, Cam Gigandet, André Eriksen és Lio Tipton. Októberre a film címe A szerelem fáj lett, és Sean Astin is csatlakozott a szereplőgárdához.